# Trường Đại học Thương mại
Trường Đại học Thương mại (tiếng Anh: Thuongmai University hoặc Vietnam University of Commerce, tên viết tắt: TMU) là Trường Đại học công lập hàng đầu của Việt Nam về khối ngành Thương mại, trực thuộc Bộ Giáo dục và Đào tạo, hoạt động theo cơ chế tự chủ.

## Lịch sử
- Trường được thành lập năm 1960 với tên gọi là Trường Thương nghiệp Trung ương.
- Năm 1979, Trường đổi tên thành Trường Đại học Thương nghiệp.
- Năm 1994, Trường đổi tên thành Trường Đại học Thương mại.
- Năm 2015, Trường thành lập cơ sở Hà Nam. Cơ sở này vốn là cơ sở cũ của Trường Trung học Bưu chính Viễn thông và Công nghệ thông tin I thuộc tỉnh Hà Nam.[2]
- Năm 2016, Trường được Thủ tướng Chính phủ cho phép tự chủ, tự chịu trách nhiệm.[3]

## Chất lượng đào tạo
Ngày 30/03/2018, Trung tâm kiểm định chất lượng giáo dục (Đại học Quốc gia Hà Nội) chứng nhận Trường Đại học Thương mại đạt tiêu chuẩn chất lượng giáo dục do Bộ trưởng Bộ Giáo dục và Đào tạo ban hành với tỷ lệ các tiêu chí đạt yêu cầu là 85,2%.

## Đội ngũ giảng viên
Đội ngũ giảng viên đến 31/12/2019 gồm 610 người trong đó giảng viên cơ hữu của nhà trường hiện nay là 440 người và giảng viên thỉnh giảng gồm 170 người. Phần lớn cán bộ, giảng viên nhà trường đã và đang học tập, nghiên cứu tại các nước và vùng lãnh thổ: Nga, Anh, Ấn Độ, Nhật Bản, Pháp, Hoa Kỳ, Đức, Thuỵ Điển, Úc, Thái Lan, Indonesia, Đài Loan.
| Học vị  | Giảng viên cơ hữu | Giảng viên thỉnh giảng |
| ------- | ----------------- | ---------------------- |
| Tiến sĩ | 141               | 40                     |
| Thạc sĩ | 296               | 69                     |
| Đại học | 3                 | 61                     |

| Học hàm     | Giảng viên cơ hữu | Giảng viên thỉnh giảng |
| ----------- | ----------------- | ---------------------- |
| Giáo sư     | 3                 | 2                      |
| Phó giáo sư | 45                | 11                     |

Hiệu trưởng nhà trường qua các giai đoạn:
- GS.TS. Nguyễn Thị Doan: 1993, nguyên Phó Chủ tịch nước Cộng hoà xã hội chủ nghĩa Việt Nam.
- GS.TSKH Nguyễn Mại: nguyên Phó Chủ nhiệm Ủy ban Nhà nước về hợp tác và đầu tư (nay là Bộ Kế hoạch và Đầu tư), nguyên Phó Chủ tịch UBND TP. Hà Nội
- GS.TS. Phạm Vũ Luận: 2000, nguyên Bộ trưởng Bộ Giáo dục và Đào tạo.
- GS.TS. Nguyễn Bách Khoa: 2004.
- GS.TS. Đinh Văn Sơn: 2011 - 2020. Chức vụ hiện nay: Tổng Biên tập Tạp chí Khoa học Thương mại.
- PGS.TS. Nguyễn Hoàng (2021 - nay) (đương nhiệm).

## Đơn vị trực thuộc
Các đơn vị trực thuộc được chỉ đạo điều hành bởi Đảng uỷ trường, Ban giám hiệu và Hội đồng trường.

### Các Khoa và Viện:
Bao gồm 11 khoa và 4 viện:
- Viện Quản trị kinh doanh.
- Khoa Khách sạn - Du lịch.
- Khoa Marketing.
- Viện Kế toán - Kiểm toán.
- Khoa Kinh tế và Kinh doanh quốc tế.
- Khoa Kinh tế.
- Khoa Luật
- Khoa Tài chính - Ngân hàng.
- Khoa Hệ thống thông tin kinh tế và Thương mại điện tử.
- Khoa Tiếng Anh.
- Khoa Quản trị Nhân lực.
- Khoa Lý luận chính trị.
- Khoa Toán Kinh tế
- Viện Đào tạo Quốc tế.
- Viện Đào tạo Sau đại học.

### Các Phòng và Đơn vị trực thuộc
- Văn phòng trường
- Phòng Tổ Chức Nhân Sự.
- Phòng Pháp chế và Thanh Tra.
- Phòng Kế Hoạch Tài Chính.
- Phòng Quản lý Đào tạo.
- Phòng Công tác Sinh viên.
- Phòng Truyền thông và Tuyển sinh.
- Phòng Quản lý Khoa học và Đối ngoại.
- Phòng Quản trị Cơ sở vật chất.
- Phòng Khảo thí và Đảm bảo Chất lượng Giáo dục.
- Tạp chí Khoa Học Thương Mại.
- Trung tâm Công nghệ Thông tin.
- Trung tâm Nghiên cứu và Đào tạo Kỹ năng nghề nghiệp.
- Trung tâm Nghiên cứu và Phát triển Khoa học Công nghệ.
- Bộ môn Phương pháp Nghiên cứu khoa học.
- Bộ môn Giáo Dục Thể Chất.
- Thư viện.
- Trạm Y Tế.
- Khu Nội Trú Sinh Viên.

### Các Tổ chức Chính trị - Xã hội
- Công đoàn trường.
- Đoàn Thanh niên Cộng sản Hồ Chí Minh.
- Hội sinh viên.
- Hội cựu giáo chức.
- Hội cựu chiến binh.
- Chi hội phụ nữ tri thức.

## Thành tích
Từ khi thành lập đến nay, nhà trường đã đào tạo cung cấp cho xã hội hàng chục nghìn cử nhân kinh tế, hàng nghìn thạc sĩ, tiến sĩ kinh tế; bồi dưỡng nhiều cán bộ quản lý kinh tế cho ngành thương mại và các ngành khác, đã trực tiếp thực hiện và tham gia nhiều đề tài nghiên cứu khoa học cấp nhà nước, hàng trăm đề tài nghiên cứu khoa học cấp bộ và hàng chục hợp đồng nghiên cứu với các cơ quan, doanh nghiệp được Nhà nước, xã hội và cộng đồng doanh nghiệp đánh giá ngày càng cao.
Hơn nửa thế kỷ xây dựng và phát triển, Trường Đại học Thương mại đã đạt được nhiều danh hiệu cao quý:
- Đơn vị Anh hùng Lao động (2010).
- Huân chương Độc lập hạng Nhì (2008).
- Huân chương Độc lập hạng Ba (2000).
- Huân chương Chiến công hạng Ba (1972).
- 2 Huân chương Lao động hạng Nhất (1995) (1984).
- Huận chương Lao động hạng Ba (1980).
- Huân chương Hữu nghị Hạng nhì của nước Cộng hòa Dân chủ Nhân dân Lào (1999).
- Bằng khen của Thủ tướng Chính phủ (2008).

## Cựu sinh viên ưu tú, nổi bật
Nhiều sinh viên của Trường Đại học Thương mại sau khi tốt nghiệp đã giữ các vị trí quan trọng trong bộ máy nhà nước, trong các cơ quan, doanh nghiệp lớn, gặt hái được thành tích ở các đấu trường sắc đẹp trong nước và quốc tế:
- GS.TS. Nguyễn Thị Doan: nguyên Phó Chủ tịch nước Cộng hòa xã hội chủ nghĩa Việt Nam, cựu sinh viên, giảng viên, nguyên hiệu trưởng nhà trường.
- GS.TS. Phạm Vũ Luận: nguyên Bộ trưởng Bộ Giáo dục và Đào tạo, cựu sinh viên, giảng viên Khoa Kinh tế - Luật (chuyên ngành Kinh tế thương mại), nguyên hiệu trưởng nhà trường.
- GS.TS. Phan Văn Tiệm: nguyên Bộ trưởng, Chủ nhiệm Ủy ban Vật giá Nhà nước.
- PGS.TS. Nguyễn Bích Đạt: nguyên Thứ trưởng Bộ Kế hoạch và Đầu tư.
- TS. Nguyễn Quanh Quýnh: nguyên Thứ trưởng Bộ Thương mại.
- PGS.TS. Đinh Văn Thành: Viện trưởng Viện Nghiên cứu Thương mại, cựu sinh viên.
- GS.TS. Lê Năm: Viện trưởng Viện Bỏng Quốc gia, cựu sinh viên.
- TS. Vũ Thành Tự Anh: Giám đốc nghiên cứu của Chương trình giảng dạy kinh tế Fulbright - Chương trình liên kết giữa Harvard University và Đại học Kinh tế Thành phố Hồ Chí Minh, cựu sinh viên.
- GS.TS. Lê Quân: Giám đốc Đại học Quốc gia Hà Nội, Nguyên Phó Giám đốc Đại học Quốc gia Hà Nội, Nguyên Thứ trưởng Bộ Lao động, TB&XH, Chủ tịch UNDN tỉnh Cà Mau, cựu sinh viên của trường
- Ông Nguyễn Minh Tú, Phó Chủ tịch HĐQT Stavian Group, Tổng giám đốc CTCP Stavian Hóa Chất, Chủ tịch HĐQT CTCP Kim Loại Công Nghiệp Stavian, nguyên Chủ tịch HĐQT CTCP Nhựa Á Châu, cựu sinh viên của trường
- GS Nguyễn Đức Khương, người Việt đầu tiên được lọt vào top 10 chuyên gia kinh tế trẻ hàng đầu của thế giới do dự án RePEc bầu chọn tháng 1/2016, và là một trong hai chuyên gia kinh tế Việt Nam có tên trong top 5% kinh tế gia hàng đầu thế giới cũng do dự án RePEc bầu chọn tháng 8/2017, tốt nghiệp thủ khoa Trường ĐH Thương mại (năm 2000).
- Lô Thị Hương Trâm, Nữ hoàng Trang sức Việt Nam 2013, đại diện Việt Nam tham gia Hoa hậu Quốc tế 2013.
- Phạm Thị Hương, Á hậu 1 Hoa hậu Thể thao Thế giới 2014, Hoa hậu Hoàn vũ Việt Nam 2015, đại diện Việt Nam tham gia Hoa hậu Hoàn vũ 2015.
- Nguyễn Thị Loan, Top 5 Hoa hậu Việt Nam 2010, Á hậu 2 Hoa hậu Các dân tộc Việt Nam 2013, Top 25 Hoa hậu Thế giới 2014, Top 5 Hoa hậu Hoàn vũ Việt Nam 2015, Top 20 Hoa hậu Hòa bình Quốc tế 2016, đại diện Việt Nam tham gia Hoa hậu Hoàn vũ 2017.
- Bùi Thị Thảo Phương, Giải Bạc Siêu mẫu Việt Nam 2018.
- Bùi Thái Bảo Châu (Châu Bùi), stylist, danh sách 30 Under 30 châu Á của tạp chí Forbes.
- Kiều Thị Thúy Hằng: Á hậu 1 Hoa hậu Sinh thái Việt Nam 2022.
- Ngô Ngọc Hưng (Hanbin), ca sĩ, thành viên của nhóm nhạc Tempest.[cần dẫn nguồn]

## Thông tin khác
- Trường Đại học Thương mại có tên viết tắt là TMU (Thuongmai University) và trước đây là VUC (Vietnam University of Commerce) nên thường được sinh viên gọi là "Trường T Hồ Tùng Mậu", bên cạnh "Trường T Tây Sơn" theo cách gọi của sinh viên Trường Đại học Công đoàn (TUU - Trade Union University).